# Fritz Pregl
Fritz Pregl (Laibach, het huidige Ljubljana, 3 september 1869 – Graz, 13 december 1930) was een Oostenrijks chemicus. Pregl ontving in 1923 de Nobelprijs voor de Scheikunde voor zijn onderzoek naar microanalyse van chemische verbindingen.

## Biografie
Pregl werd geboren in Ljubljana als zoon van een Sloveens-sprekende vader, Raimund Pregl, en een Duits-sprekende moeder, Friderike Schlacker. Na het gymnasium te hebben afgerond in Laibach, het huidige Ljubljana, ging Pregl naar de Universiteit van Graz om medicijnen te studeren. In 1894 ontving hij zijn Doktor der Medizin, maar daarvoor was hij reeds werkzaam als docent voor fysiologie en histologie onder Alexander Rollett, wiens functie hij overnam toen Rollett in 1903 overleed. 
In 1904 bracht hij een jaar door in Duitsland, waar hij korte periodes studeerde onder Gustav von Hüfner in Tübingen, Wilhelm Ostwald in Leipzig en Emil Fischer in Berlijn. In 1910 werd hij aangesteld als universitair docent voor medicinale chemie aan de Universiteit van Innsbruck. Vanaf 1913 was hij hoogleraar aan het instituut voor toegepaste geneeskunde in Graz. 
Doordat voor sommige klinisch-chemische analyses zeer weinig materiaal ter beschikking stond, ontwikkelde Pregl zelf nieuwe methodes om de gehaltes van koolstof, waterstof, stikstof, zwavel en halogenen te bepalen van monsters van 5-13 mg. Later verfijnde hij deze techniek waardoor met hoeveelheden van 3-5 mg gewerkt kon worden. Pregls werk leidde tot een vooruitgang in het onderzoek naar stofwisseling, hormonen en enzymen.
De altijd ongehuwd gebleven Pregl overleed na een kort ziekbed op 61-jarige leeftijd te Graz. Kort voor zijn overlijden stelde hij een grote som geld ter beschikking aan de Weense Academie van Wetenschappen ter bevordering van microscheikundig onderzoek. Daarbij bedong hij dat de rente van zijn fonds moest worden aangewend om jaarlijks een prijs toe te kennen voor uitmuntend werk van Oostenrijkse micro-chemici: de Fritz-Pregl-Preis.
1901: Van 't Hoff ·
1902: E. Fischer ·
1903: Arrhenius ·
1904: Ramsay ·
1905: Baeyer ·
1906: Moissan ·
1907: Buchner ·
1908: Rutherford ·
1909: Ostwald ·
1910: Wallach ·
1911: Curie ·
1912: Grignard, Sabatier ·
1913: Werner ·
1914: Richards ·
1915: Willstätter ·
1918: Haber ·
1920: Nernst ·
1921: Soddy ·
1922: Aston ·
1923: Pregl ·
1925: Zsigmondy ·
1926: Svedberg ·
1927: Wieland ·
1928: Windaus ·
1929: Harden, Euler-Chelpin ·
1930: H. Fischer · 
1931: Bosch, Bergius ·
1932: Langmuir ·
1934: Urey ·
1935: F. Joliot-Curie, I. Joliot-Curie ·
1936: Debye ·
1937: Haworth, Karrer ·
1938: Kuhn ·
1939: Butenandt, Ružička ·
1943: Hevesy · 
1944: Hahn ·
1945: Virtanen ·
1946: Sumner, Northrop, Stanley ·
1947: Robinson · 
1948: Tiselius · 
1949: Giauque ·
1950: Diels, Alder ·
1951: McMillan, Seaborg ·
1952: Martin, Synge ·
1953: Staudinger ·
1954: Pauling ·
1955: Vigneaud ·
1956: Hinshelwood, Semjonov ·
1957: Todd ·
1958: Sanger ·
1959: Heyrovský ·
1960: Libby ·
1961: Calvin ·
1962: Perutz, Kendrew ·
1963: Ziegler, Natta ·
1964: Hodgkin ·
1965: Woodward ·
1966: Mulliken ·
1967: Eigen, Norrish, Porter ·
1968: Onsager ·
1969: Barton, Hassel ·
1970: Leloir ·
1971: Herzberg ·
1972: Anfinsen, Moore, Stein · 
1973: E.O. Fischer, Wilkinson · 
1974: Flory ·
1975: Cornforth, Prelog ·
1976: Lipscomb ·
1977: Prigogine · 
1978: Mitchell ·
1979: Brown, Wittig ·
1980: Berg, Gilbert, Sanger ·
1981: Fukui, Hoffmann ·
1982: Klug ·
1983: Taube ·
1984: Merrifield ·
1985: Hauptman, Karle ·
1986: Herschbach, Lee, Polanyi ·
1987: Cram, Lehn, Pedersen ·
1988: Deisenhofer, Huber, Michel ·
1989: Altman, Cech ·
1990: Corey ·
1991: Ernst ·
1992: Marcus ·
1993: Mullis, Smith ·
1994: Olah ·
1995: Crutzen, Molina, Rowland ·
1996: Curl, Kroto, Smalley ·
1997: Boyer, Walker, Skou ·
1998: Kohn, Pople ·
1999: Zewail ·
2000: Heeger, MacDiarmid, Shirakawa ·
2001: Knowles, Noyori, Sharpless ·
2002: Fenn, Tanaka, Wüthrich ·
2003: Agre, MacKinnon ·
2004: Ciechanover, Hershko, Rose ·
2005: Grubbs, Schrock, Chauvin ·
2006: Kornberg ·
2007: Ertl ·
2008: Shimomura, Chalfie, Tsien ·
2009: Steitz, Yonath, Ramakrishnan ·
2010: Heck, Negishi, Suzuki ·
2011: Shechtman ·
2012: Kobilka, Lefkowitz ·
2013: Karplus, Levitt, Warshel ·
2014: Betzig, Hell, Moerner ·
2015: Lindahl, Modrich, Sancar ·
2016: Sauvage, Stoddart, Feringa ·
2017: Dubochet, Frank, Henderson · 
2018: Arnold, Winter, Smith ·   
2019: Goodenough, Whittingham, Yoshino ·
2020: Charpentier, Doudna ·
2021: List, MacMillan ·
2022: Bertozzi, Meldal, Sharpless ·
2023: Bawendi, Brus, Jekimov ·
2024: Baker, Hassabis, Jumper